# Opera per Tutti
Opera per Tutti (Opera voor Iedereen) is een Nederlands operagezelschap.
De groep werd in 2007 opgericht door mezzosopraan Mylou Mazali uit Baarn. Na bariton Sinan Vural sloten meerdere Nederlandse en buitenlandse operazangers zich aan bij Opera per Tutti. De groep werkt samen met de conservatoria van Amsterdam en Den Haag om jong talent van de Dutch National Opera Academy (DNOA, een samenwerkingsverband van het Conservatorium van Amsterdam en het Koninklijk Conservatorium Den Haag) en van de Opera Studio Nederland een podium te bieden bij haar concerten.
Uit een poule van meer dan honderd zangers, pianisten en studenten van de DNOA treden steeds vier operazangers op. Zij treden op in een maandelijks wisselende samenstelling onder de naam The Mazali Opera Singers. De zangers worden door Mazali bij elkaar gebracht oefenen samen kort voor een concert een programma in. Ook het repertoire van 'The Mazali Opera Singers' wordt samengesteld door Mylou Mazali. Dit repertoire bestaat uit aria’s, duetten en andere fragmenten uit verschillende soorten opera’s. Als gastvrouw introduceert en presenteert zij de gezongen stukken bij het publiek. De Amsterdamse Vondelkerk is hierbij de vaste speellocatie. Nadien trok Opera per Tutti  zij ook het land in met de voorstellingen. Zo vulden zij in 2013 het voorprogramma van het Prinsengrachtconcert. Ook waren er onder meer optredens in de Utrechtse Geertekerk, de Anton Phillipszaal in Den Haag, Theaterzaal Conservatorium (Amsterdam) en De Edesche Concertzaal. Bijzondere locaties waren Paleis Noordeinde (Zilveren Anjer 2007) en de Wereldexpo in het Spaanse Zaragossa.
De sing-along-optredens onder de titel Join the Opera Experience zijn erop gericht op een jong publiek kennis te laten maken met opera.